# Basse-cour (fortification)
Pour les articles homonymes, voir Basse-cour.

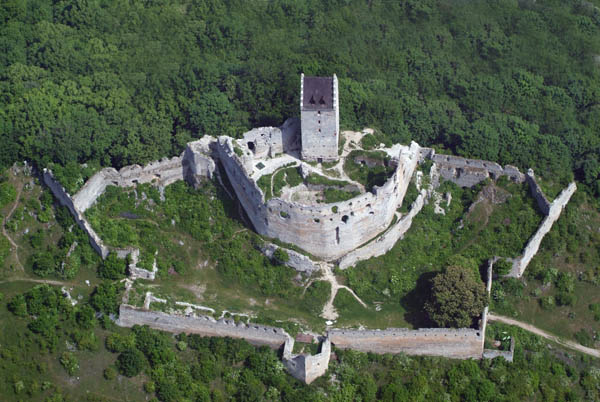
Ruines du château de Topoľčany, en Slovaquie : on distingue bien la basse-cour et la haute-cour.

Initialement, la basse-cour ou bayle, belle, baile, du latin bacula (palissade), était la zone enceinte par une fortification castrale ou cette enceinte elle-même. Les premiers châteaux forts médiévaux étaient constitués sur le modèle « motte et basse cour » ou motte castrale.
Au XIIIe siècle, avec l'apparition de châteaux à double enceinte, la basse-cour désigne la partie entre la première enceinte et la seconde. Elle servait de refuge pour les populations et leur cheptel que le château devait protéger ; en contrepartie, ils devaient la corvée. Lorsque l'espace entre les deux enceintes est compris entre 7  et   10 mètres, on parle de lice. L'espace compris entre le donjon et l'enceinte intérieure, ou seconde enceinte, est appelé la haute-cour.